# Roman Kożuchowski
Roman Stepanowycz Kożuchowski, ukr. Роман Степанович Кожуховський (ur. 24 stycznia 1979 w Winnicy) – ukraiński piłkarz, grający na pozycji pomocnika, trener piłkarski.

## Kariera piłkarska

### Kariera klubowa
Wychowanek Tytanu Armiańsk. W 1995 rozpoczął karierę piłkarską w drugiej drużynie Tytanu Armiańsk. W sezonie 1998/99 bronił barw amatorskiego Politechnika Teodozja. Potem przez dłuższy czas nie grał. Dopiero w 2006 wrócił do gry w zespole amatorskim Awanhard Dżankoj. W sezonie 2006/07 występował w klubie Kafa Teodozja. Potem zakończył karierę piłkarza. Będąc już trenerem łączył również funkcje trenerskie w 2011 w Awanhardzie Dżankoj, a w 2016 w estońskim Jõhvi FC Lokomotiv.

## Kariera trenerska
Po zakończeniu kariery piłkarza rozpoczął pracę szkoleniową. W sezonie 2008/09 pomagał trenować drużynę amatorską Awanhard Dżankoj, a potem stał na czele klubu. W 2013 prowadził Dynamo Teodozja, a w sezonie 2013/14 klub Spartak-KT Mołodiżne. W latach 2014–2017 pracował w Estonii, trenując kluby Sillamae Kalev-2, Jõhvi FC Lokomotiv, Kohtla-Järve FC Järve i Jõhvi FC Lokomotiv oraz w Szkole Piłkarskiej w Jõhvi. Od lipca do września 2016 pełnił także funkcję asystenta głównego trenera w słoweńskim FC Koper. W styczniu 2018 został zaproszony do sztabu szkoleniowego Czornomorca Odessa. 8 czerwca 2018 przeniósł się do Karpat Lwów. W październiku 2018 objął prowadzenie młodzieżowej drużyny Nõmme Kalju FC U-21 oraz zaczął pomagać trenować pierwszą drużynę. Od 25 kwietnia 2019 pełnił obowiązki głównego trenera Nõmme Kalju, a 14 czerwca 2019 został mianowany na stanowisko głównego trenera estońskiego klubu.